# The Weeknd
The Weeknd, pseudonimo di Abel Makkonen Tesfaye (in amarico አበል መኮነን ተስፋዬ; Toronto, 16 febbraio 1990), è un cantautore, produttore discografico e attore canadese.
Nel 2011 ha firmato il suo primo contratto discografico con la Republic Records, pubblicando la raccolta Trilogy formata dai mixtape House of Balloons, Thursday e Echoes of Silence, i cui singoli principali sono House Of Balloons/Glass Table Girls, Wicked Games e Twenty Eight. Nel 2013 ha pubblicato il suo primo album in studio Kiss Land. È salito alla ribalta del panorama musicale internazionale nel 2015 con l'uscita del secondo album, Beauty Behind the Madness, supportato dai singoli di successo globale The Hills e Can't Feel My Face che hanno raggiunto la vetta della Billboard Hot 100. L'anno successivo è stato messo in commercio Starboy, il cui omonimo singolo, una collaborazione con i Daft Punk, ha eguagliato i risultati dei suoi predecessori. Il suo quarto album After Hours (2020) ha generato i singoli Blinding Lights (quello più popolare di tutti i tempi negli Stati Uniti d'America secondo Billboard) e Save Your Tears, divenuti i più venduti a livello globale rispettivamente nel 2020 e nel 2021. La trilogia incominciata con After Hours è proseguita con gli album Dawn FM (2022) e Hurry Up Tomorrow (2025), promossi a livello internazionale attraverso il primo tour musicale negli stadi After Hours til Dawn Tour.
The Weeknd ha venduto oltre 75 milioni di dischi in tutto il mondo tra album e singoli digitali, risultando tra gli artisti con maggiori vendite nella storia della musica digitale. Nel 2016 il suo singolo Earned It è stato certificato dieci volte disco di platino dalla RIAA, ricevendo il Digital Diamond Award per le oltre 10 milioni di copie vendute digitalmente, rendendo The Weeknd il primo artista canadese nella storia ad essere insignito di tale riconoscimento, conferito tre anni dopo a un altro suo singolo, The Hills. Nel 2023 anche i brani Can't Feel My Face e Blinding Lights hanno raggiunto tale traguardo, facendolo entrare nel Guinness dei primati.
Durante la sua carriera è stato premiato con quattro Grammy Awards, diciotto Billboard Music Awards, cinque American Music Award, quattro MTV Video Music Awards, tredici Juno Award, un MTV Europe Music Award e ha ricevuto una candidatura ai Premi Oscar per il brano Earned It inciso per la colonna sonora del film Cinquanta sfumature di grigio nel 2014.
Nel 2020 la rivista Time lo ha inserito nella lista delle 100 personalità più influenti dell'anno, mentre nel 2023 è stato definito «l'artista più popolare al mondo» dal Guinness World Records.

## Biografia e carriera
Abel Makkonen Tesfaye è nato il 16 febbraio 1990 a Toronto, in Ontario, figlio unico di Makkonen Tesfaye e Samrawit Hailu, una coppia di immigrati etiopi dell'etnia Amhara trasferitisi in Canada alla fine degli anni ottanta. Durante la sua gioventù, trascorsa nel distretto di Scarborough, il padre abbandonò la famiglia, spingendo la nonna materna a prendersi cura di Abel, la cui madre Sam avrebbe svolto diversi lavori per sostenere la famiglia, spesso assumendo un doppio lavoro come infermiera e ristoratrice, frequentando anche la scuola serale per imparare l'inglese. Grazie a ciò, poté diventare fluente in amarico durante l'infanzia, una lingua semitica che utilizza come prima lingua. Sua nonna lo incoraggiò anche a frequentare una chiesa ortodossa etiope. A proposito del padre, Abel ha dichiarato: «L'ho visto ogni tanto quando avevo sei anni e poi di nuovo quando avevo 11 o 12 anni, e aveva una nuova famiglia e figli. Non so nemmeno dove ha vissuto. Vorrei vederlo, sono sicuro che sia un'ottima persona, non l'ho mai giudicato, non era violento, non era alcolizzato, non era uno stronzo. Semplicemente non c'era».
Descrivendo i suoi anni di adolescente come «il film Kids senza l'AIDS», Abel iniziò a fumare marijuana a undici anni per poi passare a droghe più pesanti durante gli anni della scuola superiore, spesso compiendo piccoli furti da supermercati locali insieme a un amico di scuola. Ha frequentato gli istituti di West Hill e Birchmount Park, pur non avendo conseguito il diploma in nessuna di esse. Ha scelto di ritirarsi da Birchmount Park nel 2007, abbandonando anche la sua casa e trasferendosi in una nuova casa situata al numero 65 di Spencer Ave, a Parkdale. Il suo nome di scena è ispirato al momento dell'abbandono della scuola superiore, anche se il produttore Jeremy Rose afferma che il nome sia stata una sua idea.

### 2008-2011: l'esordio con i primi mixtape

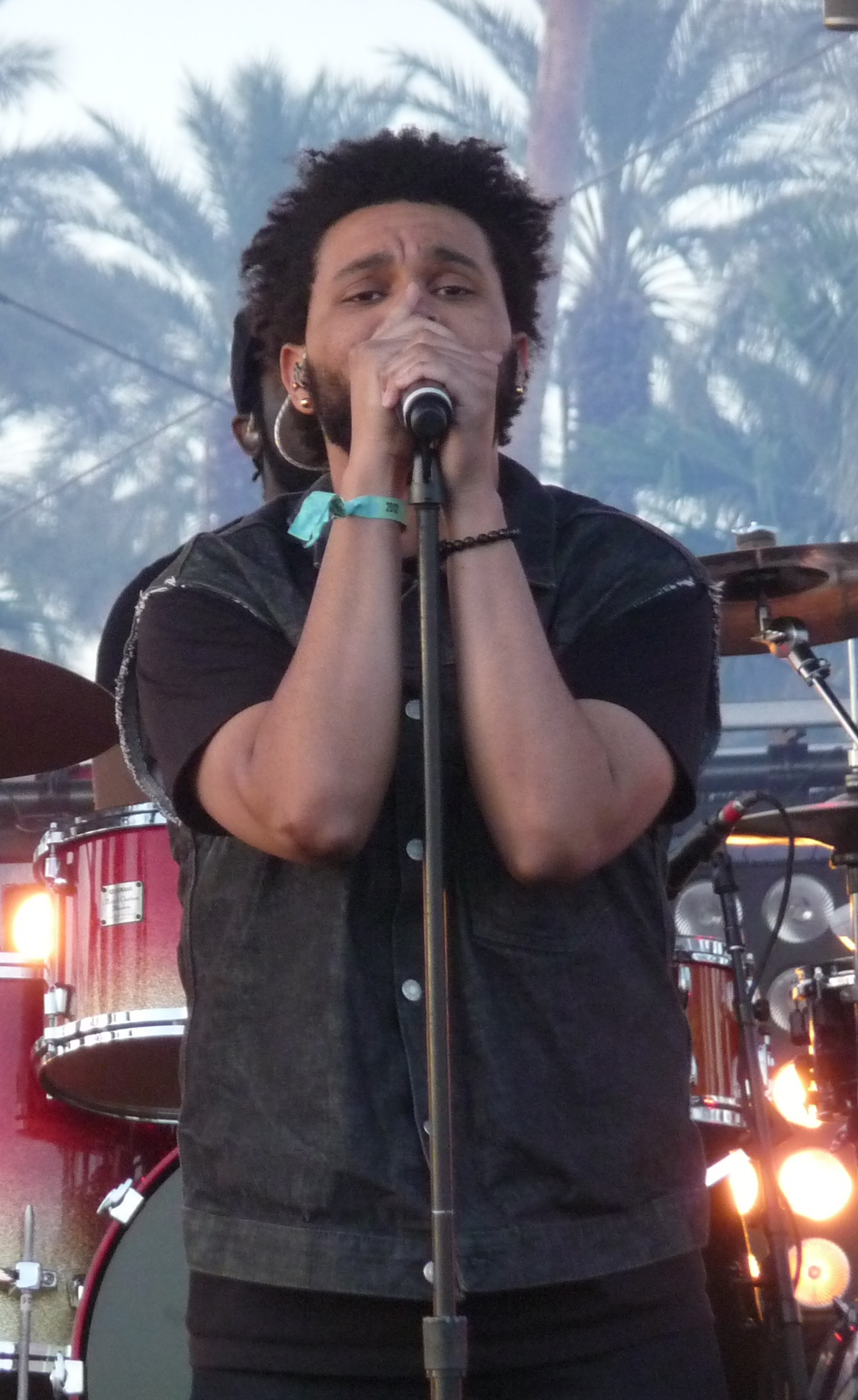
The Weeknd al Coachella nel 2012

Nel 2008, all'età di 17 anni, Abel Tesfaye iniziò a pubblicare i suoi primi brani su YouTube in forma anonima, in virtù dei quali riuscì in poco tempo a guadagnare una discreta popolarità all'interno dei circuiti musicali underground e coltivare l'ambizione di creare un progetto soft R&B con il produttore The Noise. Due anni più tardi conobbe il musicista Jeremy Rose, presentatogli da alcuni loro amici in comune, che volle ingaggiare come suo beatmaker con cui incidere sotto l'alias "The Weeknd" nuovo materiale in studio per l'imminente mixtape, tra cui i pezzi What You Need, Loft Music e The Party & The After Party. Tuttavia, fra i due non tardarono ad emergere i primi dissapori in merito alla direzione artistica dell'album, portando alla rottura definitiva del loro sodalizio pur decidendo di restare in buoni rapporti: in particolare Rose concedette a Tesfaye la possibilità di attingere dell'intero catalogo di tracce da lui registrate, ma a patto che gli venissero accreditate in caso di futura pubblicazione.
Scelto The Weekend come pseudonimo, poi cambiato in The Weeknd per ragioni di copyright legate all'esistenza di una band canadese già registrata con quel nome, a dicembre 2010 caricò sulla piattaforma SoundCloud alcuni suoi pezzi, inclusa una realizzata insieme al rapper Drake e sulla scia della fama conquistata grazie a quest'ultima collaborazione si ritagliò un proprio spazio anche al di fuori della comunità online e sulle pagine di autorevoli riviste di settore quali Pitchfork e The New York Times.
Nel 2011 fondò con i suoi manager Amir "Cash" Esmailian e Wassim "Sal" Slaiby l'etichetta XO Records sotto la quale, il 21 marzo, pubblicò il suo mixtape d'esordio, intitolato House of Balloons e prodotto con Illangelo e Doc McKinney. Tra le uscite più attese del panorama underground dell'anno, il disco ricevette il plauso universale della critica e fin dalla sua prima accoglienza diventò una presenza fissa ai vertici di numerose classifiche riportanti i migliori album del 2011 stilate da Complex, The Guardian, The A.V. Club e Rolling Stone, tanto da vedersi riconoscere tutt'oggi il merito di aver contribuito all'esplosione del R&B alternativo e alla sua entrata definitiva nel mainstream. Esso rappresentò inoltre il capitolo iniziale della trilogia di mixtape pubblicati da The Weeknd nel 2011, proseguita il 18 agosto con Thursday e conclusa il 21 dicembre con Echoes of Silence, nella quale egli ebbe modo di collaudare uno stile di produzione caratterizzato dall'uso di samples vocali tratti da brani soul e R&B con influenze post punk, indie rock, trip hop, ambient, darkwave ed elettroniche, mentre dal punto di vista lirico i brani ivi contenuti vertono su tematiche dolosamente biografiche vissute dal cantante, come il consumo di droghe, l'alcolismo, la sanità mentale e le delusioni amorose sofferte in adolescenza. Sempre nel 2011, oltre ad esibirsi per la prima volta in pubblico al Mob Club Theatre, apparve nella traccia Crew Love, quinto singolo estratto dall'album Take Care di Drake e pubblicato nel febbraio 2012.

### 2012-2014:Trilogy,Kiss Lande il primo Grammy
Lasciato il Canada, Tesfaye intraprese un tour promozionale in giro per gli Stati Uniti, il cui concerto inaugurale si svolse il 15 aprile 2012 in occasione del Coachella Music Festival di Indio, California, per poi sbarcare in Europa dove partecipò al Primavera Sound Festival in Spagna e Portogallo e al Wireless Festival di Londra e tenendo esibizioni a Parigi e Bruxelles. A settembre dello stesso anno XO venne assunta come una filiale della Republic Records, stipulandovi un contratto discografico sulla base del quale quest'ultima avrebbe agito come società distributrice di qualsiasi musica creata in futuro dall'etichetta. Il 13 novembre i tre mixtape precedenti vennero rimasterizzati e pubblicati insieme a tre tracce aggiuntive sotto forma di raccolta con il nome di Trilogy, anch'essa salutata da un'acclamazione pressoché unanime e che debuttò al 4º posto della Billboard 200 statunitense facendo registrare una vendita di 86.000 unità durante la prima settimana di disponibilità, mentre quattro anni più tardi ottenne la certificazione di disco di platino dalla RIAA per il milione di copie distribuite negli USA, oltre che una nomination a Tesfaye a Sound of..., premio annualmente conferito dalla BBC con la collaborazione di vari giornalisti, critici ed esperti musicali per segnalare i migliori artisti emergenti del panorama globale nel 2013.

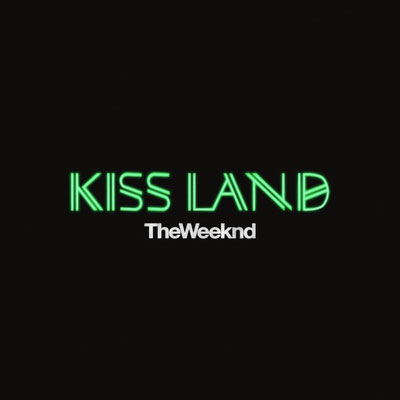
Logo dell'album Kiss Land.

Il 17 maggio Tesfaye pubblicò il singolo Kiss Land, volto ad anticipare l'uscita del suo omonimo album d'esordio, distribuito il successivo 10 settembre e dal quale vennero estratti i singoli Belong to the World, Love in the Sky e Live For, issandosi in vetta alla Top R&B/Hip-Hop Albums di Billboard e al secondo posto delle classifiche sia in patria che negli Stati Uniti, dove vendette più di 95.000 copie durante la prima settimana. A novembre si esibì in qualità di opening act nei primi sei concerti del The 20/20 Experience World Tour di Justin Timberlake, e parallelamente a ciò contribuì alla colonna sonora del film Hunger Games: La ragazza di fuoco come autore dei brani Devil May Cry ed Elastic Heart con Sia e Diplo. Tra l'estate e l'autunno 2014 pubblicò il singolo solista Often e collaborò vocalmente con Ariana Grande a Love Me Harder, quest'ultimo contenuto all'interno dell'album My Everything: esso ottenne fin da subito un'immediata popolarità fino al raggiungimento della settima posizione della Billboard Hot 100, obiettivo che sancì la prima entrata assoluta di The Weeknd nella top ten della classifica dei singoli statunitense.
A fine anno, per promuovere il film campione d'incassi Cinquanta sfumature di grigio, sia il singolo Earned It e che il brano Where You Belong entrano a far parte della colonna sonora del suddetto: in particolare, Earned It registrò per The Weeknd il suo primo grande successo commerciale a livello mondiale come artista solista, tanto da piazzarsi nelle Top 10 di oltre venti Paesi del mondo vendendo globalmente oltre 14 milioni di copie, 10 delle quali negli Stati Uniti, in virtù delle quali venne certificato disco di diamante dalla RIAA. Il 15 febbraio 2016, proprio grazie a Earned It, The Weeknd vinse, alla sua prima nomination, il Grammy Award come miglior interpretazione R&B, oltre ad aggiudicarsi tre candidature alla cerimonia di premiazione degli Oscar, tra cui quella nella categoria di Miglior canzone.

### 2015-2016: la svolta commerciale conBeauty Behind the Madness
Il 27 maggio 2015 uscì il singolo The Hills, accompagnato dal relativo videoclip reso disponibile sul canale Vevo ufficiale dell'artista e pubblicato per il download digitale come primo estratto dal suo secondo album in studio Beauty Behind the Madness, cui fece seguito l'uscita del secondo singolo Can't Feel My Face, il quale fu presentato per la prima volta dal vivo nell'ambito dell'annuale Worldwide Developers Conference indetta da Apple. Proprio con quest'ultimo brano The Weeknd ebbe modo di trasformare radicalmente sia la propria tecnica di canto che il modo di apparire, decidendo di allontanarsi provvisoriamente dall'immaginario triste, cupo ed emozionale promosso con Trilogy e Kiss Land in favore di un appeal maggiormente radiofonico e votato a sonorità più accessibili al grande pubblico come synth pop funk, musica disco ed elettronica. La scelta portò diverse critiche all'artista, specialmente dai fan di vecchia data, amanti dell'R&B pionieristico di inizio carriera, mentre le recensioni della critica espressero grande entusiasmo sull'evoluzione stilistica palesata in Can't Feel My Face che, oltre a guadagnarsi una candidatura come registrazione dell'anno ai Grammy Awards 2016, diventò il primo brano di The Weeknd a issarsi in vetta alla Billboard Hot 100 americana fino ad essere spodestata, dopo nove settimane non consecutive, proprio da The Hills. Entrambi i singoli ebbero un forte impatto sulle classifiche mondiali, tra cui quelle di Australia, Canada, Francia, Italia, Nuova Zelanda, Paesi Bassi, Regno Unito e Svizzera.

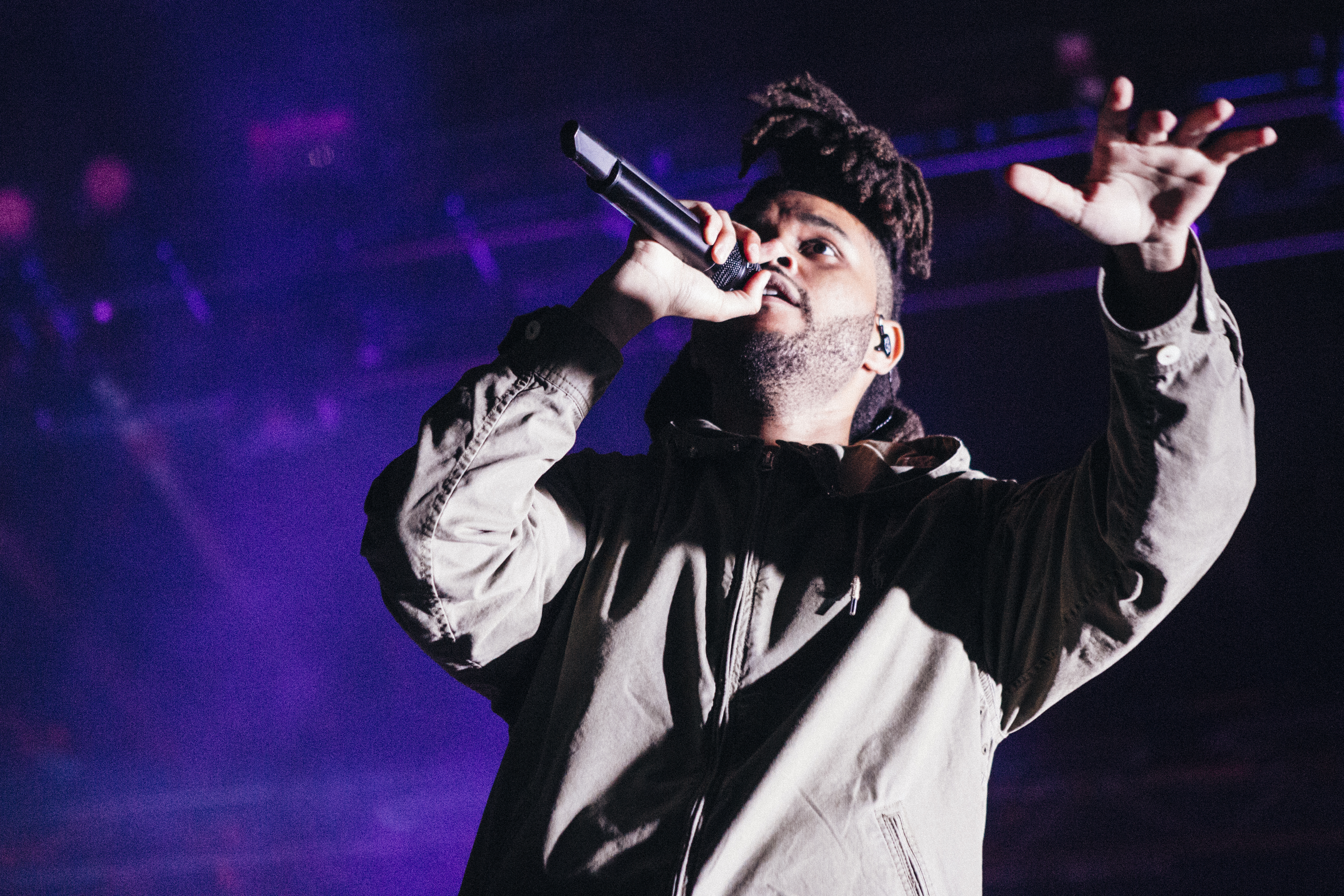
The Weeknd al Bumbershoot nel 2015

Il 28 agosto venne messo in commercio Beauty Behind the Madness, che debuttò alla 1ª posizione della Billboard 200 con 412.000 copie vendute soltanto nella prima settimana di disponibilità e arrivò a circa 6 milioni di copie in tutti gli Stati Uniti, oltre a rimanere nella Top 10 per 21 settimane stabilendo il record di permanenza per un album straniero. La promozione della nuova musica vide l'artista impegnato in numerose esibizioni dal vivo e non: durante l'estate cantò ai festival musicali Lollapalooza e Bumbershoot negli Stati Uniti, a settembre partecipò all'album d'esordio di Travis Scott Rodeo nel brano Pray for Love e ad ottobre fu ospite del programma Saturday Night Live compiendo la sua prima apparizione televisiva. Dall'album furono poi estratti per il mercato radiofonico altri due singoli, ovvero In the Night e Acquainted, i quali saturarono ben presto le stazioni e i canali musicali a livello internazionale a fine novembre. Sempre nello stesso mese prese via il The Madness Fall Tour, la sua prima tournée continentale svoltasi nelle principali arene del Nord America per un guadagno di $24 milioni di dollari a fronte di 318.104 biglietti venduti, e venendo per tal motivo inserito da Billboard alla posizione numero 43 nella sua classifica annuale Top Touring Artists.
Secondo l'International Federation of the Phonographic Industry, Beauty Behind the Madness risultò il decimo album più venduto a livello globale nel 2015, avendo distribuito oltre 1.5 milioni di copie e raggiunto più di 60 milioni di riproduzioni in streaming su Spotify, più di qualsiasi altro disco pubblicato nel corso di quell'anno. Nel frattempo, Can't Feel My Face venne proclamata miglior canzone del 2015 dalla rivista Rolling Stone mentre Beauty Behind the Madness fu visto dagli esperti musicali come una delle opere discografiche più riuscite del decennio, aiutando notevolmente The Weeknd a lanciarlo fra gli artisti di maggior successo nel panorama internazionale.

### 2016-2018:StarboyeMy Dear Melancholy,

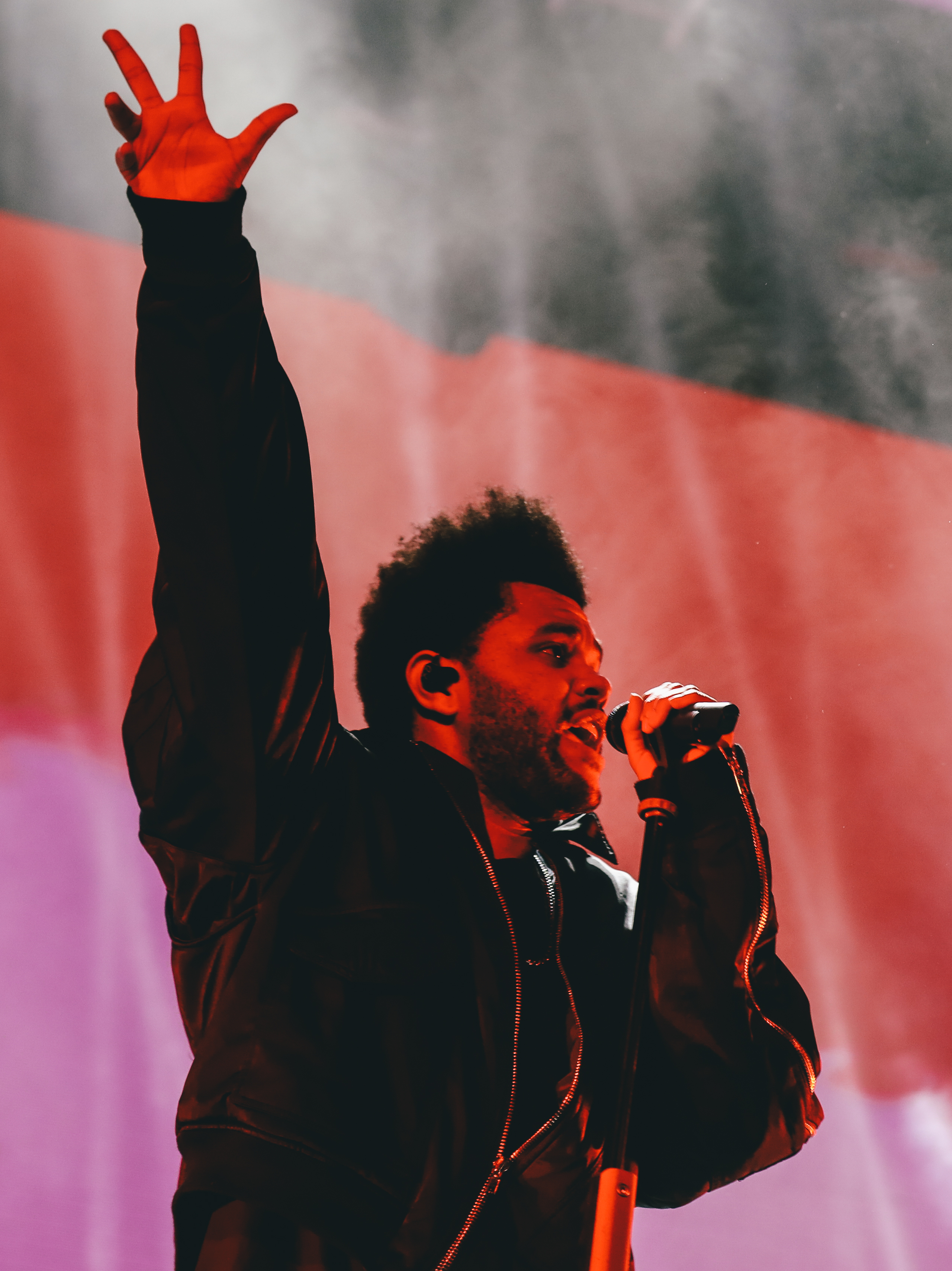
Tesfaye si esibisce il 30 novembre 2018 a Hong Kong nel concerto inaugurale del The Weeknd Asia Tour.

Il 14 febbraio 2016 partecipò come artista ospite nel singolo FML, contenuto all'interno dell'album The Life of Pablo di Kanye West, con cui già aveva lavorato alla stesura al brano Tell Your Friends in Beauty Behind the Madness, mentre il giorno dopo, alla 58ª edizione dei Grammy Awards svoltasi allo Staples Center di Los Angeles, lo stesso Beauty Behind the Madness ricevette una nomination come Album dell'anno e trionfò vincendo il premio di Miglior album R&B progressivo. Il 1º marzo collaborò con il rapper Future per il singolo Low Life, estratto dal quinto album in studio Evol. Il 23 aprile venne scelto da Beyoncé per affiancarla nella traccia 6 Inch, facente parte del pluripremiato album Lemonade, pubblicato a sorpresa nella primavera del 2016, cui fece seguito l'elezione di The Weeknd come uno degli artisti musicali più riprodotti su Spotify nell'ambito del primo anno di partenariato tra la piattaforma di musica in streaming e il colosso dei videogiochi Sony. Pochi giorni prima della sua partenza con il suo Anti World Tour, Rihanna lo scelse insieme a Big Sean per aprirne le date europee in programma a giugno, salvo poi annullare il suo coinvolgimento negli spettacoli in vista della lavorazione al nuovo album.
Il 25 novembre 2016, infatti, uscì Starboy, terzo album in studio di The Weeknd. Composto da 18 tracce, nelle quali figurano le collaborazioni con i rapper Future e Kendrick Lamar e la cantautrice Lana Del Rey, Starboy ricevette ampi consensi dalla critica e si piazzò direttamente in vetta alla Billboard 200 con 348.000 unità equivalenti ad album distribuite nei primi sette giorni dalla sua pubblicazione, che lo resero il terzo album ad aver fatto registrare le vendite più alte in quell'anno negli Stati Uniti (alle spalle di 25 di Adele e Views di Drake). Dall'album furono estratti otto singoli: Starboy, False Alarm, Party Monster, I Feel It Coming, Reminder, Rockin', Die for You e Secrets, tutti accompagnati dai relativi videoclip caricati su Vevo ed entrati simultaneamente nella Hot 100 di Billboard. Nella fattispecie, la title track Starboy, realizzata insieme al duo francese Daft Punk, diventò la sua prima nº1 in patria assurgendo ben presto a ruolo di hit trainante dell'album nonché, con 17,5 milioni di copie, a uno dei singoli di maggior successo nella storia della musica.
Per quanto riguarda il video musicale del brano, diretto da Grant Singer e vincitore del premio di miglior video agli MTV Europe Music Awards 2016, esso suscitò fin da subito l'attenzione dei fans dato che mostrava The Weeknd per la prima volta con i capelli tagliati e senza la sua voluminosa acconciatura ispirata a Jean-Michel Basquiat, una scelta riconducibile alla sua volontà di inaugurare la nuova era musicale applicando un totale cambiamento nel look e nel suo stile di produzione, imbevuta di trap, elettropop, dance punk, rock elettronico e french house. A febbraio 2017 intraprese il suo primo tour mondiale, dapprima circoscritto alla sola Europa ma poi estesa rispetto al programma originale al pubblico nord, sudamericano e oceanico. Lo Starboy: Legend of the Fall Tour, partito da Stoccolma e conclusosi a Perth nel dicembre di quello stesso anno, totalizzò un'affluenza di 1.013.404 spettatori paganti e un incasso lordo pari ai 105 milioni di dollari. Il 2 febbraio 2018 prese parte con Kendrick Lamar al singolo Pray for Me, all'interno della colonna sonora di Black Panther, 18ª pellicola del Marvel Cinematic Universe.
Il 28 marzo, The Weeknd annunciò a sorpresa l'uscita del suo primo EP, intitolato My Dear Melancholy, e pubblicato due giorni più tardi: il progetto, caratterizzato da un suono molto più vicino a quello dei primi lavori dell'artista, venne promosso il 10 aprile seguente dall'unico singolo Call Out My Name, che stabilì il record di traccia più riprodotta nell'arco di un giorno su Spotify nel 2018 con oltre 3,5 milioni di stream, mentre su Apple Music è divenuto il brano più ascoltato nelle prime ventiquattr'ore successive all'uscita. A novembre fu pubblicato The Weeknd in Japan, il primo greatest hits di The Weeknd destinato esclusivamente al mercato giapponese e finalizzato a celebrare il primo concerto in assoluto tenuto dal cantante in Giappone, presso il Makuhari Messe di Chiba come tappa conclusiva del The Weeknd Asia Tour.

### 2019-2021:After Hourse l'esibizione al Super Bowl LV
Il 10 gennaio 2019, il produttore discografico francese Gesaffelstein, che aveva già lavorato in precedenza con Tesfaye nell'EP My Dear Melancholy,, dichiarò di aver deciso di prolungare il sodalizio professionale con l'artista canadese in vista della registrazione del nuovo album in studio, formalizzato dall'uscita del singolo Lost in the Fire ed I Was Never There. Il 18 aprile, venne pubblicato il singolo Power Is Power, con la collaborazione di SZA e Travis Scott, poi inserito nella colonna sonora della serie TV Il Trono di Spade; il 30 agosto successivo, nell'ambito del Telluride Film Festival, The Weeknd fece il suo debutto cinematografico alla première mondiale del film Diamanti grezzi, distribuito dalla piattaforma Netflix.
Tra il 27 e il 29 novembre vengono pubblicati i singoli Heartless e Blinding Lights, i cui videoclip, caricati sul canale Vevo di The Weeknd, furono entrambi girati nella downtown di Las Vegas; Blinding Lights era stato precedentemente annunciato attraverso uno spot pubblicitario della Mercedes-Benz sulla TV nazionale tedesca. Entrambi i singoli si spingono fino alla prima posizione della Billboard Hot 100 statunitense; in particolare, Blinding Lights ha ottenuto un maggiore successo commerciale a livello planetario, raggiungendo la vetta di altre trentuno classifiche musicali, tra cui Canada, Australia, Germania e Regno Unito. Il brano, che è stato in cima alle classifica radio airplay di tutto il mondo per più di 1 anno e mezzo, è considerato uno dei principali tormentoni del 2019 e del 2020, a seguito del raggiungimento di numerosissimi record, sia nel settore delle vendite che in quello dello streaming. Tra il 5 e il 6 dicembre 2019 The Weeknd ha eseguito dal vivo Heartless e Blinding Lights per la prima volta al The Late Show with Stephen Colbert, nell'ambito di una doppia apparizione promozionale al noto talk show statunitense.
I due singoli hanno anticipato l'uscita del quarto album di inediti di the Weeknd, intitolato After Hours e pubblicato il 20 marzo 2020. After Hours, sulla scia della fortunatissima fama di Blinding Lights, esordisce direttamente alla prima posizione della classifica degli album statunitense con oltre 440 000 copie vendute nella prima settimana di disponibilità, registrando il più alto debutto per un album nel 2020. Il disco è stato anche ampiamente apprezzato dalla critica, che ne ha lodato soprattutto l'evoluzione artistica. Come terzo estratto viene scelto In Your Eyes, per cui è stata realizzata una versione remix con la partecipazione della rapper statunitense Doja Cat.
Nei successivi mesi vengono pubblicate numerose collaborazioni, a cui the Weeknd prende parte in qualità di artista ospite, tra cui: Smile con il compianto rapper Juice Wrld ed estratto come sesto singolo ufficiale dall'album Legends Never Die, e Over Now del disc jockey Calvin Harris. Nello stesso mese, la sua Blinding Lights permette all'artista di aggiudicarsi i primi due MTV Video Music Awards in carriera, di cui uno nell'ambita categoria di video dell'anno. Il 30 ottobre dello stesso anno arriva la terza collaborazione, uscita come quinta traccia dell'album di Ariana Grande Positions, Off The Table, che raggiunge la top 5 nelle classifiche di Spotify ed Apple Music. Il 5 novembre 2020 viene pubblicata la prima collaborazione tra The Weeknd e Maluma, intitolata Hawái Remix, contenuta all'interno della versione deluxe dell'album Papi Juancho di Maluma. Il 5 dicembre, invece, viene pubblicato il remix di Blinding Lights in collaborazione con la cantante spagnola Rosalía,
Il 12 novembre 2020 viene resa ufficiale la scelta della National Football League di farlo esibire come interprete all'Halftime show del Super Bowl LV, che si è svolto il 7 febbraio 2021 presso il Raymond James Stadium di Tampa, in Florida, diventando il primo artista canadese a presenziare senza il supporto di cantanti ospiti allo spettacolo di metà gara. Il 2 agosto The Weeknd ha archiviato tutti i post presenti sul proprio profilo Instagram, facendo intuire di una nuova era musicale. Poco dopo è stato reso disponibile un visual intitolato The Dawn Is Coming, insieme all'anteprima della versione strumentale di Take My Breath, primo singolo estratto dal nuovo album pubblicato il 6 agosto 2021 promosso dal relativo video musicale, quest'ultimo annunciato in collaborazione con i Giochi Olimpici di Tokyo 2020 e l'emittente televisiva NBC Sports. Il 23 aprile viene pubblicata una versione remixata del singolo Save Your Tears con la partecipazione vocale di Ariana Grande, sancendo la terza collaborazione tra i due dopo Love Me Harder del 2014 e Off the Table del 2020. Durante la fine del 2021 collabora nelle vesti di artista ospite ai singoli You Right di Doja Cat, Better Believe e Die for it di Belly, La fama di Rosalía, Tears in the Club di FKA twigs, Poison della compianta Aaliyah, One Right Now di Post Malone, Moth to a Flame degli Swedish House Mafia e al singolo Hurricane, contenuto nell'album Donda di Kanye West e vincitore nella categoria di "Miglior collaborazione con un artista rap" alla 64ª edizione dei Grammy Awards.

### 2022-presente:Dawn FMeHurry Up Tomorrow
Il 3 gennaio 2022, dopo aver fornito ulteriori indizi al riguardo, l'artista ha diffuso un trailer dove sono stati rivelati il titolo del disco, Dawn FM, la data di pubblicazione e gli artisti ospiti (tra cui i rapper Lil Wayne e Tyler the Creator, il produttore Quincy Jones e l'attore Jim Carrey), per poi rendere disponibile la copertina e il pre-ordine a partire dal 4 gennaio. Nella mattina del 6 gennaio il disco è stato presentato attraverso un live streaming tenuto sul canale Twitch di Amazon Music e dal giorno seguente è stato distribuito su tutte le piattaforme digitali e streaming.

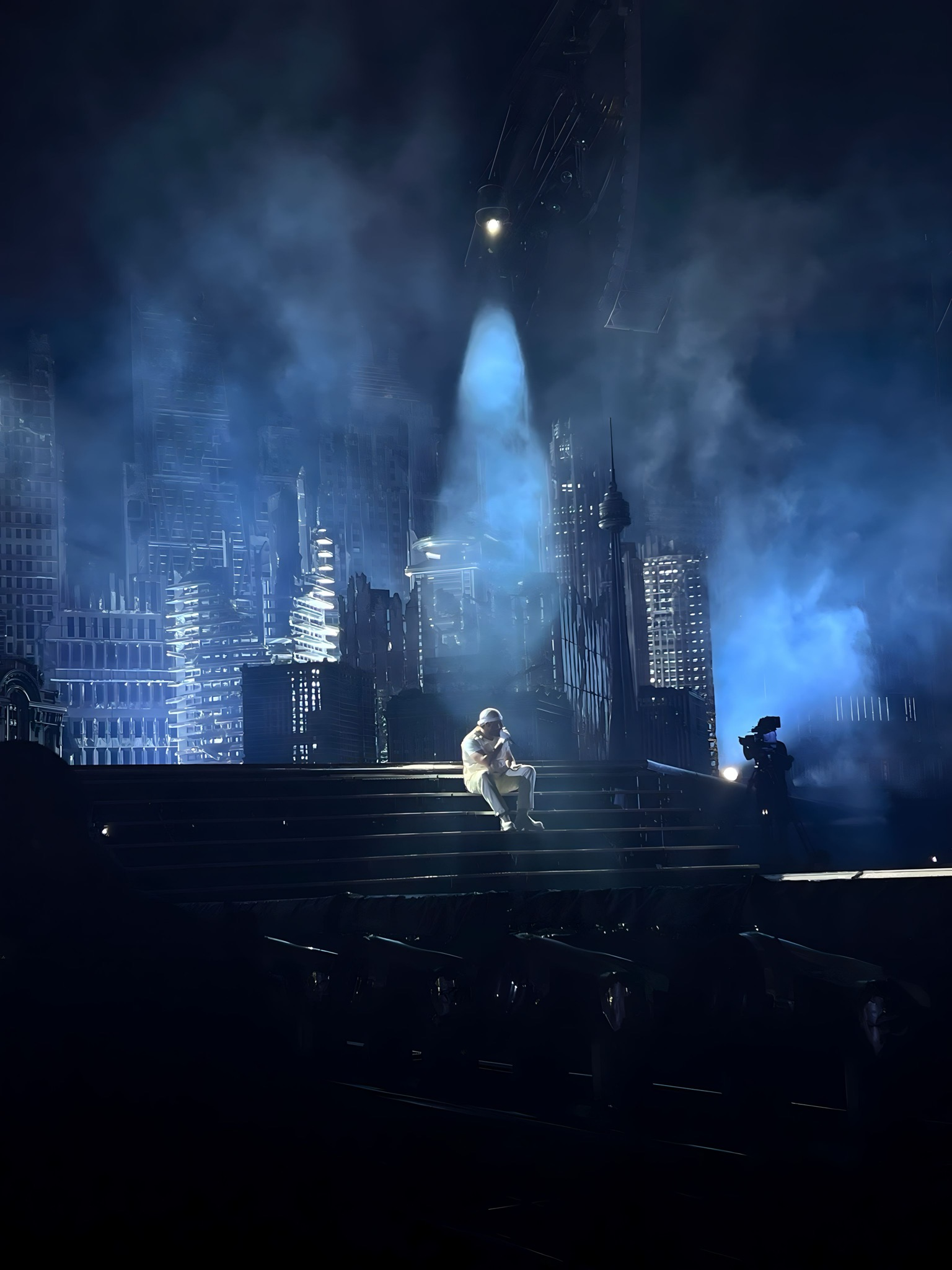
The Weeknd si esibisce con The Morning durante una tappa dell'After Hours til Dawn Tour.

Il 14 luglio 2022 ha inizio da Filadelfia l'After Hours til Dawn Tour, la serie di concerti tenutasi quasi esclusivamente negli stadi e finalizzata a promuovere entrambi i progetti pubblicati dal cantante; la tournée si sarebbe dovuta svolgere nelle arene durante il 2020, ma ha subito numerose posticipazioni a causa dello scoppio della pandemia di COVID-19. Sempre lo stesso mese, viene diffuso online il primo trailer per la serie televisiva The Idol, ideata con Sam Levinson e Reza Fahim. Oltre ad esserne l'ideatore e l'interprete principale, The Weeknd cura anche le musiche all'interno pubblicando una serie di EP con cadenza settimanale raccolti all'interno del progetto colonna sonora The Idol (Music from the HBO Original Series). I singoli Popular e One of the Girls ottengono particolare successo commerciale a livello internazionale. L'impegno cinematografico-televisivo prosegue con l'incisione del brano Nothing Is Lost (You Give Me Strength), prodotto dagli Swedish House Mafia e dal compositore britannico Simon Franglen e impiegato come colonna sonora del film Avatar - La via dell'acqua.
In un'intervista concessa a maggio 2023, Tesfaye ha rivelato di voler abbandonare il nome d'arte "The Weeknd", annunciando la pubblicazione di un ultimo album sotto questo pseudonimo, conclusivo della trilogia iniziata con After Hours e continuata con Dawn FM. A marzo 2024 è apparso nel brano di Future e Metro Boomin Young Metro dall'album We Don't Trust You e, durante il mese successivo, in tre brani del secondo album collaborativo dei due We Still Don't Trust You.
Il 17 luglio 2024 il cantante annuncia che si sarebbe esibito dal vivo il 7 settembre a San Paolo, in Brasile, e tre giorni prima di tale data, il 4 settembre, sui suoi profili social ha annunciato il titolo del nuovo album, Hurry Up Tomorrow, rivelandone la copertina e rendendolo disponibile per il pre-ordine attraverso il proprio sito web ufficiale. Quello stesso giorno si è esibito allo Stadio Morumbi di San Paolo, dove ha eseguito in anteprima alcuni brani del nuovo disco portando come ospiti Playboi Carti e Anitta. Il 13 settembre viene pubblicato Dancing in the Flames, primo singolo estratto dall'album. Ad esso hanno fatto seguito Timeless e São Paulo, collaborazioni rispettivamente con Playboi Carti e Anitta.

## Stile musicale e influenze
The Weeknd canta con un registro falsetto ed utilizza campionamenti non convenzionali per la musica R&B, come brani tratti dal repertorio di gruppi punk rock e rock alternativo. È stato notato come il cantante disponga di un'estensione vocale molto simile a quelle di Michael Jackson e Bruno Mars. Il noto critico musicale J.D. Considine ha osservato quanto Jackson e The Weeknd siano inclini ad adottare come stessa intensità vocale il tremolo, con la sostanziale differenza che The Weeknd predilige optare poi per il melisma tipico della musica araba rispetto alla «tipica impostazione blues» di Jackson.
Lo stesso The Weeknd ha sempre esternato la sua ammirazione per Michael Jackson, riferendosi a lui come una fonte d'ispirazione e idolo della sua infanzia, considerandolo come "un padre" , affermando come l'album Off The Wall lo abbia ispirato nel canto e sottolineando come per lui Jackson sia la star per eccellenza.
(The Weeknd in un'intervista a GQ nel 2021)
Nella raccolta Trilogy sono presenti campionamenti dei Siouxsie and the Banshees, con un particolare riferimento a Happy House in House of Balloons, dei Cocteau Twins e di Martina Topley-Bird. Nell'album in studio di debutto Kiss Land sono presenti campionamenti di Portishead, Emika, un remix di Pharrell e una cover di Kavinsky. In Starboy, The Weeknd si è apprestato ad incorporare generi musicali più ampi, come nel brano Rockin' che gode di evidenti contaminazioni house. Pur avendo sostenuto di essere principalmente influenzato da Michael Jackson, Prince e R. Kelly, The Weeknd ha ammesso in un secondo momento come artisti quali Lana Del Rey, David Bowie, The Smiths, Bad Brains, Talking Heads, DeBarge, 50 Cent, i Wu-Tang Clan ed Eminem costituiscano dei riferimenti importanti per la sua musica.
Per quanto riguarda lo stile, The Weeknd si propone di interpretare i suoi brani in maniera intima e toccante, spaziando dall'hip hop ai ritmi sincopati del dubstep e del contemporary R&B. I temi maggiormente ricorrenti all'interno dei suoi testi sono l'amore, il sesso e la droga. Hermione Hoby di The Guardian ha definito le canzoni di The Weeknd come «narcotizzanti» aggiungendo che «fare festa è un'esperienza esistenziale, il sesso è irto di alienazione e tutto viene rappresentato come irreale e inquietante».

## Filantropia
Prima di ricevere un Bikila Award per l'eccellenza professionale nel 2014, Tesfaye ha donato 50 000 dollari a un corso dell'Università di Toronto di lingua ge'ez, la lingua classica dell'Etiopia. Nell'agosto 2016 ha continuato a donare altri fondi all'Università di Toronto destinati alla creazione di un nuovo programma di studi etiopici. Nel maggio 2016 Tesfaye ha anche donato 50 000 dollari alla chiesa ortodossa etiope di St. Mary a Toronto.
Nell'agosto 2016 Tesfaye ha devoluto 250 000 dollari all'iniziativa Black Lives Matter. Ha nuovamente collaborato con Black Lives Matter ed altre due organizzazioni nel giugno 2020, donando complessivamente oltre 500 000 dollari in seguito alle proteste razziali negli Stati Uniti d'America scoppiate all'indomani della morte di George Floyd; il cantante ha scelto di promuovere personalmente l'iniziativa attraverso il proprio profilo Instagram, con l'obiettivo di accrescere la consapevolezza relativamente al problema dell'ingiustizia razziale presso i suoi fan.
Nel dicembre 2015 ha lavorato a stretto contatto con la fondazione di Ryan Seacrest per visitare il Children's Hospital di Atlanta. Nel mese di giugno 2017, Tesfaye ha donato 100 000 dollari al Suubi Health Centre, una struttura medica per la maternità e per i bambini a Budondo, in Uganda. Tesfaye è stato ispirato a sostenere il centro dopo essere venuto a conoscenza del lavoro svolto dall'amico e collega French Montana con Global Citizen e Mama Hope per contribuire ad aumentare la consapevolezza dell'ospedale Suubi e della popolazione ugandese.
Nell'aprile 2020, Tesfaye ha lanciato la propria linea di mascherine facciali non mediche, nel tentativo di raccogliere fondi per il MusiCares Coronavirus Relief Fund, che aiuta musicisti e professionisti del settore ad affrontare le difficoltà provocate dalla pandemia di COVID-19. È stato specificato, inoltre, che il 100% dei proventi della vendita delle maschere sarebbe stato devoluto al fondo di soccorso. Con il ricavato, Tesfaye ha donato 500 000 dollari a MusiCares e altrettanti alla rete ospedaliera operante a Scarborough, suo quartiere natio in Canada, per un totale di un milione di dollari.

## Vita privata

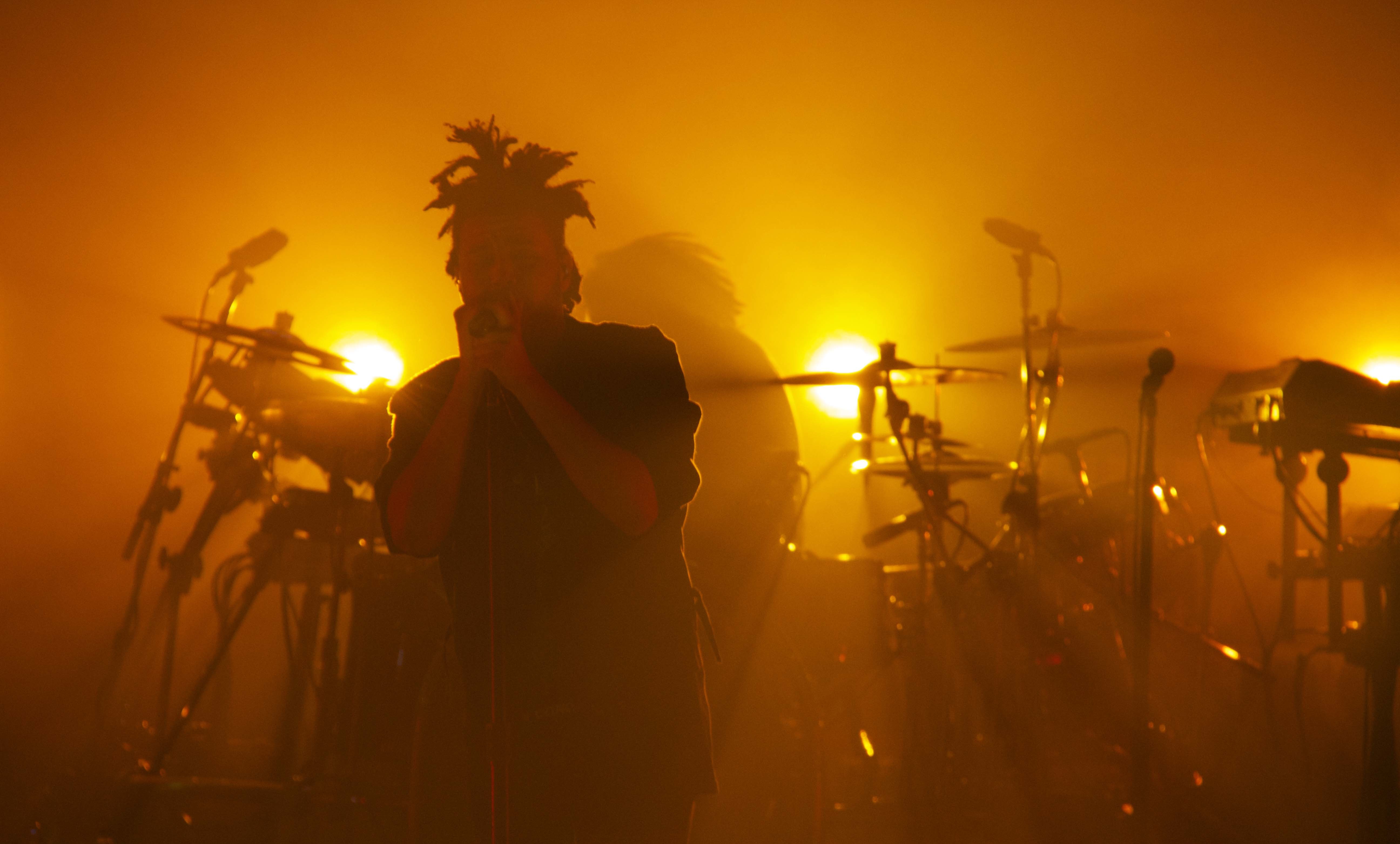
L'acconciatura di The Weeknd durante la prima fase della sua carriera

All'inizio del 2015 The Weeknd ha intrapreso una relazione con la modella Bella Hadid. Da gennaio 2017 ad ottobre dello stesso anno ha avuto una relazione con la cantante e attrice statunitense Selena Gomez. A partire da aprile 2018 iniziano a circolare delle fotografie da Cannes ritraenti Hadid e Tesfaye nuovamente insieme. A luglio, tramite i social, vi è la certezza che i due siano tornati ad avere una relazione. Tuttavia, la loro relazione viene nuovamente interrotta nell'agosto 2019. Dal 2022 ha una relazione con la dj Simi Khadra.
L'acconciatura utilizzata da Tesfaye a inizio carriera è stata in parte ispirata al personaggio di Jean-Michel Basquiat ed è stata descritta come la sua caratteristica più riconoscibile. Nel 2016 ha tagliato definitivamente i capelli prima della pubblicazione dell'album Starboy.
Nel tempo libero, si diverte a guardare la televisione ed è appassionato di videogiochi. Nel contesto dei media ha segnalato molte volte casi di brutalità da parte della polizia, nel 2016, esprimendo disdegno, twittando «il blu vive per l'omicidio». Nel maggio 2016 Tesfaye e il cantante Belly hanno cancellato un'apparizione al Jimmy Kimmel Live! a causa della presenza dell'allora non presidente Donald Trump.
Tesfaye ha abusato spesso di sostanze stupefacenti per aiutare a superare il blocco dello scrittore, usufruendo in particolare di marijuana, ecstasy, ketamina, cocaina, funghi allucinogeni e la purple drank. Parlando a dicembre 2013, disse che la droga era una «stampella» per lui quando si trattava di scrivere musica. Sui social media, in passato, abbreviava spesso il suo nome con «xo». Secondo la scrittrice Hermione Hoby, è intesa come una emoticon volta a indicare «un bacio e un abbraccio». In seguito ha incominciato ad utilizzare il proprio nome d'arte anche sui social in preparazione dell'uscita di Starboy.

## Controversie
- Nel gennaio 2015 The Weeknd è stato arrestato per aver preso a pugni un agente di polizia di Las Vegas.[217] Tesfaye non ha sostenuto alcun appello ed è stato condannato a 50 ore di servizio alla comunità.[218]
- Nel dicembre 2015 il cantante fu citato in giudizio da Cutting Edge Music, che sosteneva che la linea di basso per The Hills fosse stata presa da una composizione contenuta nella colonna sonora del film The Machine.[219]
- Nel settembre 2018 l'artista, insieme ai Daft Punk, fu citato in giudizio con l'accusa di aver rubato il ritmo di Starboy a una poetessa, cantante e compositrice di nome Yasminah.[220]

## Discografia

### Album in studio
- 2013 – Kiss Land
- 2015 – Beauty Behind the Madness
- 2016 – Starboy
- 2020 – After Hours
- 2022 – Dawn FM
- 2025 – Hurry Up Tomorrow

### Album dal vivo
- 2023 – Live at SoFi Stadium

### Raccolte
- 2012 – Trilogy
- 2018 – The Weeknd in Japan
- 2021 – The Highlights

## Filmografia

### Cinema
- Diamanti grezzi (Uncut Gems), regia di Josh e Benny Safdie (2019)
- Hurry Up Tomorrow, regia di Trey Edward Shults (2025)

### Televisione
- The Idol – serie TV, 5 episodi (2023)

### Doppiatore
- American Dad! – serie TV, episodio 17x02 (2020)
- Robot Chicken – serie TV, episodio 10x20 (2020)
- I Simpson (The Simpsons) – serie TV, episodio 33x15 Bart the Cool Kid (2021)

### Documentari
- Michael Jackson's Journey from Motown to Off the Wall (2016)
- Another You (2018)
- He Was Never There, Docupoem (2018)
- The Show (2021)

## Tournée
- 2014 – King of the Fall Tour
- 2015 – The Madness Fall Tour
- 2017 – Starboy: Legend of the Fall Tour
- 2018 – The Weeknd Asia Tour
- 2022/25 – After Hours til Dawn Tour

Tour promozionali
- 2012 – The Fall Tour
- 2013 – Kiss Land Fall Tour

## Doppiatori italiani
Nelle versioni in italiano delle opere in cui ha recitato, The Weeknd è stato doppiato da:
- Paolo Vivio in Diamanti grezzi
- Fabrizio De Flaviis in The Idol
- Alessandro Campaiola in Hurry Up Tomorrow

Da doppiatore è sostituito da:
- Stefano Broccoletti in American Dad!